# 索科 (密蘇里州)
索科（英語：Saco）是位於美國密蘇里州麥迪遜縣的非建制地區。

## 歷史
索科的郵局於1892年設立，其後於1979年停運。

## 地理
索科所處的海拔為高於海平面154米（即505英呎），而該地所採用的時區為UTC-6，即北美中部時區（CST）。同時該地設有夏令時間，為UTC-6調快一小時，即UTC-5（CDT）。